# Lauras Stacevičius
Juozas Rimkus (ur. 15 lipca 1980 w Malatach) – litewski polityk. Poseł na Sejm Republiki Litewskiej.

## Życiorys
W 2006 uczęszczał do Litewskiej Akademii Weterynaryjnej (obecnie Akademia Weterynaryjna, Litewski Uniwersytet Nauk o Zdrowiu).
W latach 2007–2010 był managerem w firmach litewskich i niemieckich. Natomiast od 2010 do 2016 roku był kierownikiem sprzedaży w prywatnej firmie UAB Prosangvis.
Od 2014 członek Litewskiego Związku Rolników i Zielonych.
W 2016 przyjął propozycję kandydowania do Sejmu z ramienia Litewskiego Związku Rolników i Zielonych. W wyborach w 2016 uzyskał mandat posła na Sejm Republiki Litewskiej.